# Tschu (Einheit)
Das Tschu, (銖, Zhū) seltener Tschuh, war ein Maß unterschiedlicher Verwendung.
Es war Massen-, Längen- und Flächeneinheit.

## Masseneinheit
Als chinesische Masseneinheit bedeutete es „Perle“ und war:
- 1 Tschu = 10 Lui = 1/24 Tael = 1,575 Gramm

## Längeneinheit
Das Tschu oder Masti („eine Strasse“) als japanisches Längenmaß war:
- 1 Tschu = 60 Keng = 360 Schaku
  - Wegemaß: 1 Ri = 36 Tschu = 2160 Keng = 12960 Schaku = 3985,174 Meter

Ein Vertrag zwischen Preußen und Japan vom 24. Januar 1861 setzten das Ri auf 3909 Meter fest. Österreich-Ungarn folgte vertraglich am 18. Oktober 1869 mit 3910 Meter.
Das Ri war in verschiedenen Landesteilen aber auch 50 Tschu groß.
- Chinesisch: 1 Tschu = 31,2 auch 32 und 37,1 Zentimeter (Ellenmaß)[1]

## Flächeneinheit
Das japanische Flächenmaß
- 1 Tschu war 60 Keng mal 50 Keng = 10 Tang = 100 Seh
  - 1 Seh = 6 Keng mal 5 Keng = 30 Tsjubo = 99,573 Quadratmeter